# Conservador de museo

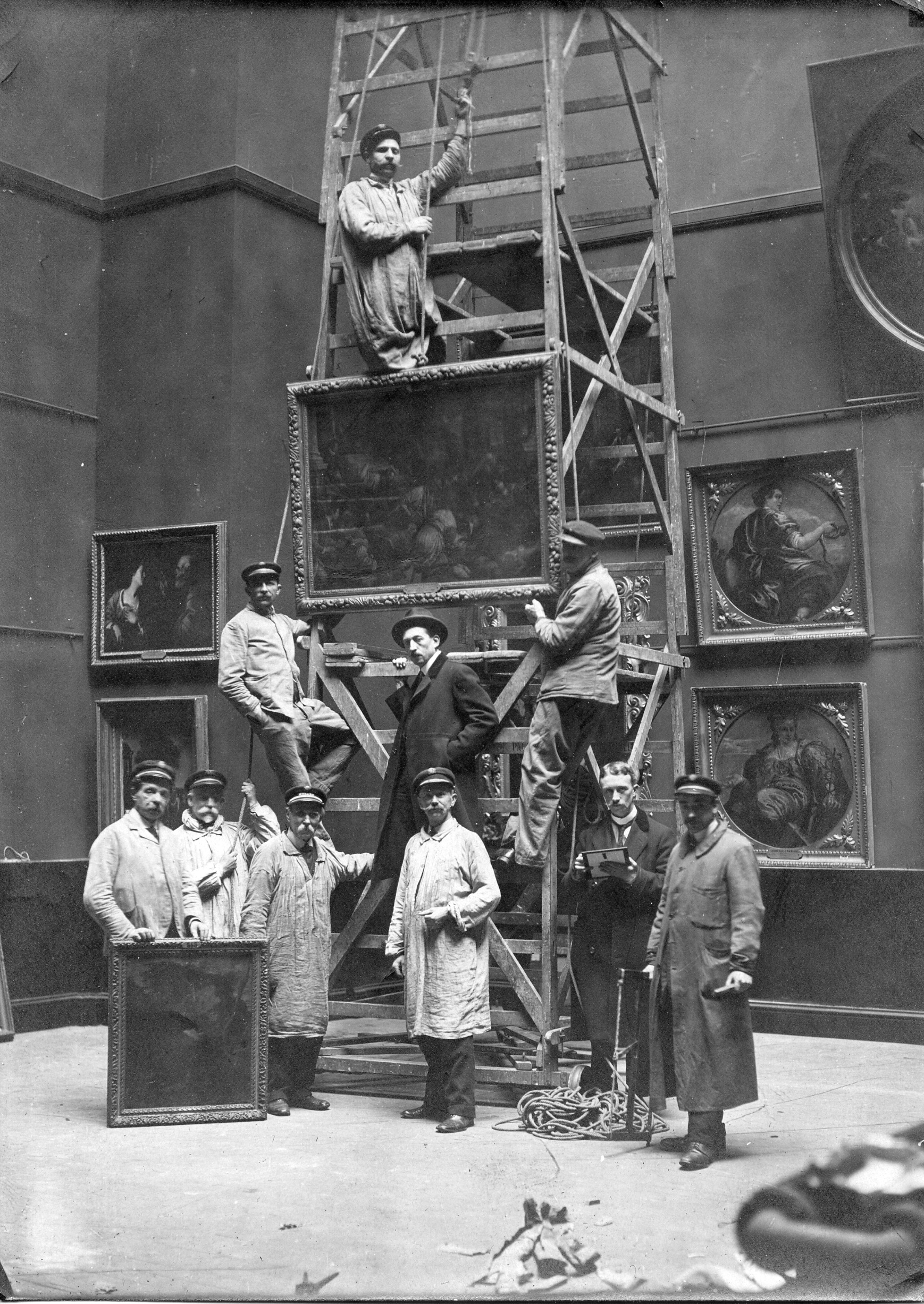
Reconstrucción de la galería dedicada a pinturas españolas e italianas en el Palacio de Bellas Artes de Lille, dos años después de la Primera Guerra Mundial. En el centro de la imagen Émile Théodore, 'conservador del museo' desde 1912 hasta 1937.

Un conservador (en Hispanoamérica curador, término de origen latino asimilado a través del inglés curator) es una persona encargada de preservar los objetos que constituyen una o varias colecciones. En la mayor parte de casos los conservadores son responsables de las colecciones de un museo, pero el cargo también puede ser ejercido en el marco del cuidado de colecciones, públicas o privadas, conservadas en algún otro tipo de institución, como una universidad, archivo, biblioteca o laboratorio.

Los conservadores juegan un papel crucial en el mantenimiento del patrimonio cultural de la humanidad.

## Descripción general
Un conservador cumple con la función de inventariar, catalogar y clasificar su colección, su estudio y documentación; así como su conservación, protección y, por último, su difusión (coadyuvar al conocimiento compartido). Con un carácter más general también puede referirse como conservador de patrimonio histórico. Se asegurará de que todos los elementos del patrimonio de un museo sean inventariados y clasificados, y asimismo es responsable de la conservación y mantenimiento de la colección.Tiene por misión su puesta en valor así como darlo a conocer. La publicación, de la educación y la divulgación científica y artística son, por lo tanto, también parte de sus misiones.
La persona dedicada exclusivamente a la organización de exposiciones temporales o permanentes recibe el nombre en España de comisario y en América el de curador. En España, dentro del sector público, existe la oposición de Cuerpo Facultativo de Conservadores, creada en 1973 a partir del antiguo Cuerpo Facultativo de Archiveros, Bibliotecarios y Arqueólogos. También es posible el acceso a esta profesión dentro de un ámbito privado trabajando para museos o instituciones museísticas, así como empresas de diseño y montaje de exposiciones o transporte de obras de arte.
En el ámbito del arte, los conservadores preservan y gestionan colecciones de obras de arte. Muchas veces las instituciones y museos de arte que los contratan esperan de ellos que tengan competencias en el campo de la restauración de obras, aunque en la mayor parte de instituciones esta parte del trabajo suele dejarse a equipos especializados.
En el ámbito de la historia natural, los conservadores se encargan de mantener y gestionar todo tipo de objetos, entre ellos las muestras de especímenes tipo que se encuentran en las colecciones científicas de universidades, herbarios, museos de ciencias naturales y jardines botánicos.

## Roles y funciones
El conservador tiene las siguientes funciones:
- la puesta en valor de la colección para el público y la comunidad científica. Esto incluye la organización de exposiciones permanentes y temporales;
- la restauración del patrimonio, convocando a profesionales de la restauración de obras de arte u objetos de interés etnográfico;
- coordinación administrativa, gestión de personal, regulaciones internas para empleados y público, gestión presupuestaria y relaciones con proveedores y asociaciones;
- la gestión y el estudio de la colección del museo: busca enriquecer la colección, documentarla y difundirla.

Su función incluye además el estudio museográfico y el de asistencia y comunicación con sociedades científicas, escuelas, asociaciones universitarias (por ejemplo, amigos del museo) que puedan contribuir a sus misiones.
El aseguramiento de las colecciones involucra cada vez más una cobertura fotográfica detallada de los objetos, enfatizando sus peculiaridades (detalles característicos, defectos, anomalías, etc.) para poder encontrarlos o impedir su reventa en caso de robo.